# Neoantistea magna
Espèce
Synonymes
- Hahnia magna Keyserling, 1887
- Hahnia radula Emerton, 1890

Neoantistea magna est une espèce d'araignées aranéomorphes de la famille des Hahniidae.

## Distribution
Cette espèce se rencontre aux États-Unis et au Canada, de l'Alaska à Terre-Neuve et de la Floride à la Californie.

## Description
Le spécimen décrit par Opell et Beatty en 1976 mesure 3,73 mm.

## Publication originale
- Keyserling, 1887 : Neue Spinnen aus America. VII. Verhandlungen der kaiserlich-königlichen zoologisch-botanischen Gesellschaft in Wien, vol. 37, p. 421-490 (texte intégral).